# ゼーマン減速器

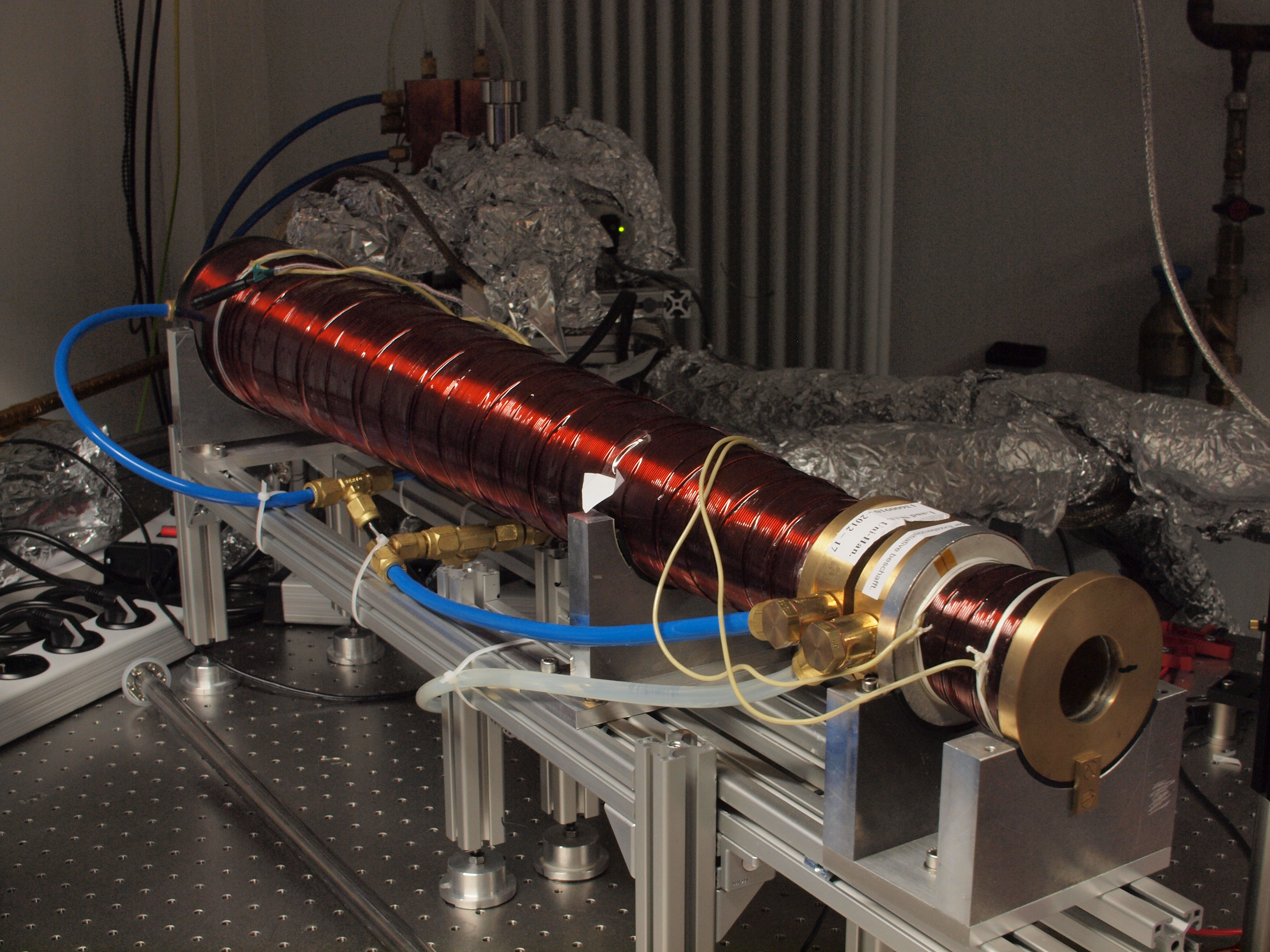
ゼーマン減速器

ゼーマン減速器は原子のビームを室温もしくはそれ以上から数ケルビンまで冷却するために、量子光学で一般的に用いられる化学的装置である。入り口での原子の平均速度は数百m/sのオーダーであり、速度の広がりも数百m/sのオーダーであるが、減速器の出口での最終的な速度はわずか10m/sほどであり、広がりも小さい。
ビームが通る円柱、ビームの動きとは反対方向にビームの当たるポンプレーザ、円筒の対称軸に沿って向き、円筒の軸に沿って空間的に変化する磁場（一般にソレノイドコイルにより生成される）からなる。原子もしくは分子の遷移にほぼ共鳴する必要があるポンプレーザは、ビームの速度分布内のある速度クラスをドップラー減速させる。共鳴周波数の空間的に変化するゼーマンシフトにより、より低い速度クラスがレーザと共鳴できるようになり、原子ビームまたは分子ビームが、遅いものに沿って伝播し、それゆえビームが遅くなる。

## 歴史
この装置は、ウィリアム・D・フィリップス（この発見により「レーザー光を用いて原子を極低温に冷却および捕捉する技術の開発」でスティーブン・チューとクロード・コーエン＝タヌージと共に1997年のノーベル物理学賞を受賞した)とHarold J. Metcalfにより開発された。この低温の達成により、ボース＝アインシュタイン凝縮の実験的実現の道が開かれ、ゼーマン減速器もそのような装置の一部となりうる。

## 原理
ドップラー冷却の原理によると、2準位原子としてモデル化された原子はレーザを用いて冷却することができる。もし原子が特定の方向に移動し、遷移と共鳴する逆伝搬レーザビームに出くわすと、光子を吸収する可能性が非常に高い。光子の吸収は原子に対して運動量保存と一致し、励起状態にする方向に「キック」する。しかし、この状態は不安定であり、しばらくして原子は自然放出を経て基底状態に戻る（例えば、ルビジウム87においてはナノ秒オーダーの時間の後にD2遷移の励起状態は26.2nsの寿命を有する）。光子は再放出される（原子は再び速度を上げる）が、その方向はランダムになる。1つの原子に適用される多数のこれらの過程を平均すると、（吸収された光子が単方向源から来るように）吸収過程が速度を常に同じ方向に減少させるのに対し、放出過程は放出方向がランダムであるため、原子速度に変化を与えない。よって、原子はレーザビームにより効果的に減速される。
それにもかかわらず、ドップラー効果のためにこの基本的な計画には問題がある。原子の共鳴はかなり狭く（数メガHzオーダー）、数回の反動で運動量が減少した後は、そのフレームではレーザの周波数がシフトしているので、ポンプビームと共鳴することはない。ゼーマン減速器は、この問題に取り組むために、磁場がゼーマン効果を用いて原子の共鳴周波数を変化させることができることを利用している。
質量{\displaystyle M}、周波数{\displaystyle \omega =ck+\delta }の周期遷移、線幅 {\displaystyle \gamma }、波数 {\displaystyle k} {\displaystyle I=s_{0}I_{s}}（ {\displaystyle I_{s}=\hbar c\gamma k^{3}/12\pi }はレーザの飽和強度）のレーザの存在下では、平均加速度（時間経過による多くの光子吸収により）は
{\displaystyle {\vec {a}}={\frac {\hbar {\vec {k}}\gamma }{2M}}{\frac {s_{0}}{1+s_{0}+\left(2\delta '/\gamma \right)^{2}}}}
原子ビーム中の速度 {\displaystyle v}の原子の静止座標系では、レーザビームの周波数は {\displaystyle k_{L}v}だけシフトする。磁場 {\displaystyle B}の存在下では、原子遷移は {\displaystyle \mu 'B/\hbar }（{\displaystyle \mu '}は遷移の磁気モーメント）だけゼーマンシフトする。よって、原子のゼロ場共鳴周波数からのレーザの実効的な離調は、
{\displaystyle \delta '=\delta +kv-{\frac {\mu 'B}{\hbar }}}
となる。{\displaystyle \delta '=0}すなわち
{\displaystyle a=\eta a_{max}}
{\displaystyle \eta =s_{0}/(1+s_{0})}かつ {\displaystyle a_{max}={\frac {\hbar k\gamma }{2M}}}.
最も一般的なアプローチは、より低速の軸に沿って飛ぶときに原子が一定の加速度{\displaystyle a=\eta a_{max}}を受けるようにz方向に変化する磁場状態を有することを要求するものである。しかし、近年異なるアプローチがより良い結果をもたらすことが示されている。
一定減速のアプローチでは
{\displaystyle v\left(z\right)={\sqrt {v_{i}^{2}-2az}}}
{\displaystyle B\left(z\right)={\frac {\hbar k}{\mu '}}v+{\frac {\hbar \delta }{\mu '}}={\frac {\hbar kv_{i}}{\mu '}}{\sqrt {1-{\frac {2a}{v_{i}^{2}}}z}}+{\frac {\hbar \delta }{\mu '}}}
となる。 {\displaystyle v_{i}}は減速していく最大速度クラスである。速度{\displaystyle v<v_{i}}の速度分布の全ての原子は減速し、{\displaystyle v>v_{i}}の速度は全く減速しない。パラメータ{\displaystyle \eta }（必要なレーザ強度を決定する）は通常約0.5になるように選択される。ゼーマン減速器が{\displaystyle \eta \approx 1}で動作する場合、光子を吸収して励起状態に移行した後、原子は遅い過程に逆らうレーザビームの方向に（誘導放出のため）光子を優先的に再放出する。

## 実現
上で示したように、空間的に不均一な磁場に要求される形態は
{\displaystyle B(z)=B_{0}+B_{a}{\sqrt {1-z/z_{0}}}}
である。この場はいくつかの違った方法で実現することができる。最もよく行われる設計では、磁場が最も強い（20-50巻き程度）多層巻き線と磁場が弱い少しの巻き線を持つ通電線を巻くことが必要である。代わりの設計では、コイルの巻き線のピッチがむしろ変化する単層のコイルを用いる。他にも磁場を生成するために永久磁石のアレイを用いるものも提案されている。

## 出ていく原子
ゼーマン減速器は、普通、光磁気トラップに捉えるために原子を冷却する際の予備ステップとして使われる。よって毎秒数百メートルの原子ビームから始まり、約10m/s（使用する原子に依存する）の最終速度にすることを目的としている。到達する最終スピードは、長いゼーマン減速器を持つ技術的な難しさとトラップへの効率的なローディングが可能な最大速度の折衷である。
設定の限界は、ビームの横方向の加熱でありうる。最終的な速度は、多数の過程に渡り平均であると言われているため、限界は平均値周りの3軸に沿った速度変動と連動している。これらの変動は、吸収された光子のランダムな再放出によるブラウン運動を有する原子と関連している。次のトラップでは原子をロードする際に問題が発生する可能性がある。